# Ryt ambrozjański

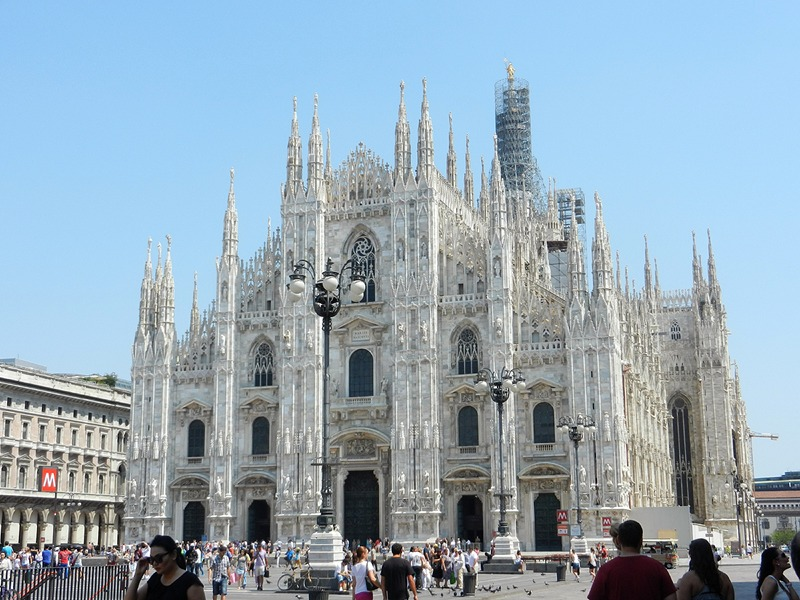
Katedra w Mediolanie

Ryt ambrozjański (ryt mediolański) – ryt Kościoła katolickiego praktykowany przez około 5 milionów wiernych we włoskim regionie Lombardii oraz w szwajcarskim kantonie Ticino. Jego nazwa pochodzi od św. Ambrożego, biskupa Mediolanu z IV w., któremu przypisuje się jego powstanie.

## Historia

Obszar, na którym celebrowana jest współcześnie liturgia ambrozjańska

Obrządek ambrozjański jest rytem liturgicznym Kościoła katolickiego odmiennym od rytu rzymskiego praktykowanego w prawie całym Kościele zachodnim. Posiada własny – inny niż rzymski – kalendarz liturgiczny. Ma także własny cykl czytań biblijnych oraz własne teksty liturgiczne (formularze mszalne, prefacje i modlitwy eucharystyczne). Posiada ponadto własny rytuał (obrzędy sakramentów).
Pierwsze wzmianki poświadczające istnienie odrębnego rytu w diecezji mediolańskiej pochodzą z pism św. Ambrożego (340–397): De mysteriis i De sacramentis.
Gdy papież Grzegorz I pod koniec VI wieku zarządził rozszerzenie liturgii rzymskiej na cały Kościół zachodni, obrządek ambrozjański (podobnie jak ryt mozarabski) przetrwał stłumienie wielu lokalnych liturgii.
Liturgia ambrozjańska przetrwała setki lat praktycznie nienaruszona. Faktyczną romanizację tej liturgii (upodobnienie jej do liturgii rzymskiej) w Górnej Italii datuje się dopiero na okres między IX a XI w.
Ostateczna legitymizacja rytu ambrozjańskiego przyszła wraz z Soborem Trydenckim. Z Mediolanu pochodził ówczesny papież Pius IV, a jednym z najwybitniejszych teologów soboru był arcybiskup archidiecezji mediolańskiej św. Karol Boromeusz.
Po Soborze Watykańskim II liturgia ambrozjańska została zreformowana zgodnie z zaleceniami soborowej konstytucji Sacrosanctum concilium, w szczególności wprowadzono do liturgii język narodowy (włoski), a także wdrożono celebrację mszy twarzą do wiernych. Posoborowy Mszał Ambrożego został zatwierdzony przez Stolicę Apostolską w roku 1974. Niektórzy kapłani celebrują według ksiąg przedsoborowych, w tzw. rycie ambrozjańskim antycznym (tradycyjnym).

## Cechy charakterystyczne liturgii ambrozjańskiej

### Muzyka
Ryt ten charakteryzują oryginalne i bogate hymny ambrozjańskie.

### Kalendarz liturgiczny
W rycie ambrozjańskim występują pewne różnice w sprawowaniu mszy, a także w przebiegu roku liturgicznego.
W ciągłości z tradycją żydowską sobota jest uważana za dzień świąteczny, choć nadal mniej ważny niż niedziela.
Adwent ambrozjański trwa sześć tygodni, w porównaniu do czterech tygodni adwentu w liturgii rzymskiej, i kończy się nowenną bożonarodzeniową.
Wielki Post rozpoczyna się nie w Środę Popielcową, ale w szóstą niedzielę przed Wielkanocą (pierwszą niedzielę Wielkiego Postu). Jedną z bardziej charakterystycznych cech rytu ambrozjańskiego są piątki aliturgiczne: we wszystkie piątki Wielkiego Postu nie sprawuje się Eucharystii. W te dni na ołtarzu głównym kościoła stoi duży drewniany krzyż przewiązanym białym suknem – symbol Kalwarii oraz znak żałoby i opuszczenia. Wielki Tydzień nazywa się w liturgii ambrozjańskiej Tygodniem Autentycznym (Hebdomada Authentica).

### Szaty liturgiczne
Z uwagi na postępującą od IX w. romanizację rytu ambrozjańskiego, w liturgii tej używa się szat znanych z liturgii rzymskiej, z pewnymi wyjątkami:
- humerał zakładany jest na albę,
- alba nie musi być cała biała – na rękawach i na dole (zarówno z przodu, jak i z tyłu) może mieć aplikacje z tkaniny w kolorze dnia,
- diakon nosi stułę na dalmatyce,
- na ornat lub dalmatykę można nałożyć cappino (pasek tkaniny w kolorze dnia nakładany na szyję i barki),
- przy obchodach związanych z kultem eucharystycznym zamiast koloru białego używany jest kolor czerwony,
- zamiast szat fioletowych używa się szat w specjalnym kolorze morello (bardzo ciemny fiolet),
- w święta Wielkiego Postu (z wyjątkiem sobót) można zamiast szat w kolorze morello używać szat czarnych,
- nie używa się szat w kolorze różowym.

## Msza w rycie ambrozjańskim

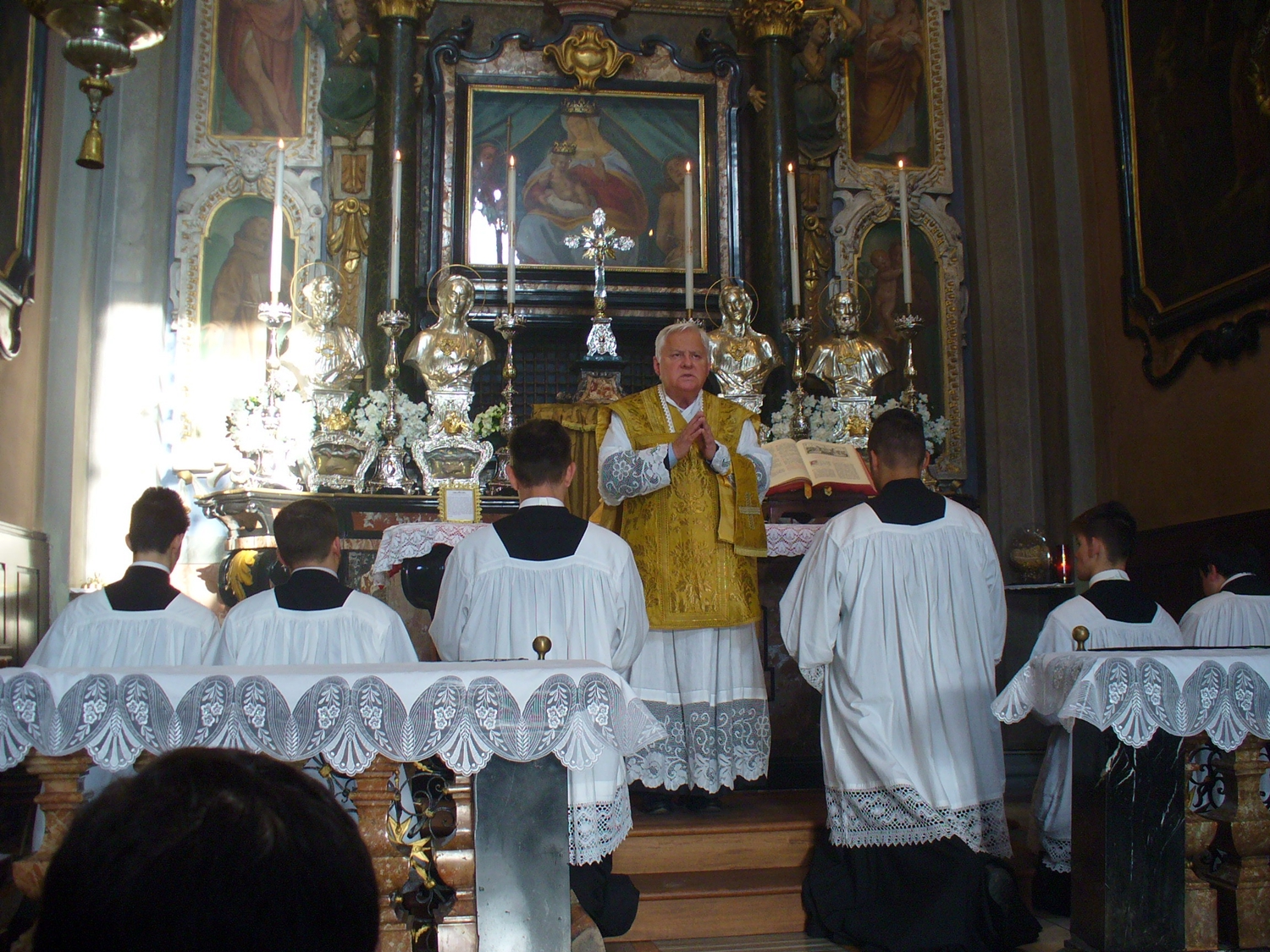
Msza w rycie ambrozjańskim antycznym w kościele Narodzenia NMP w Legnano

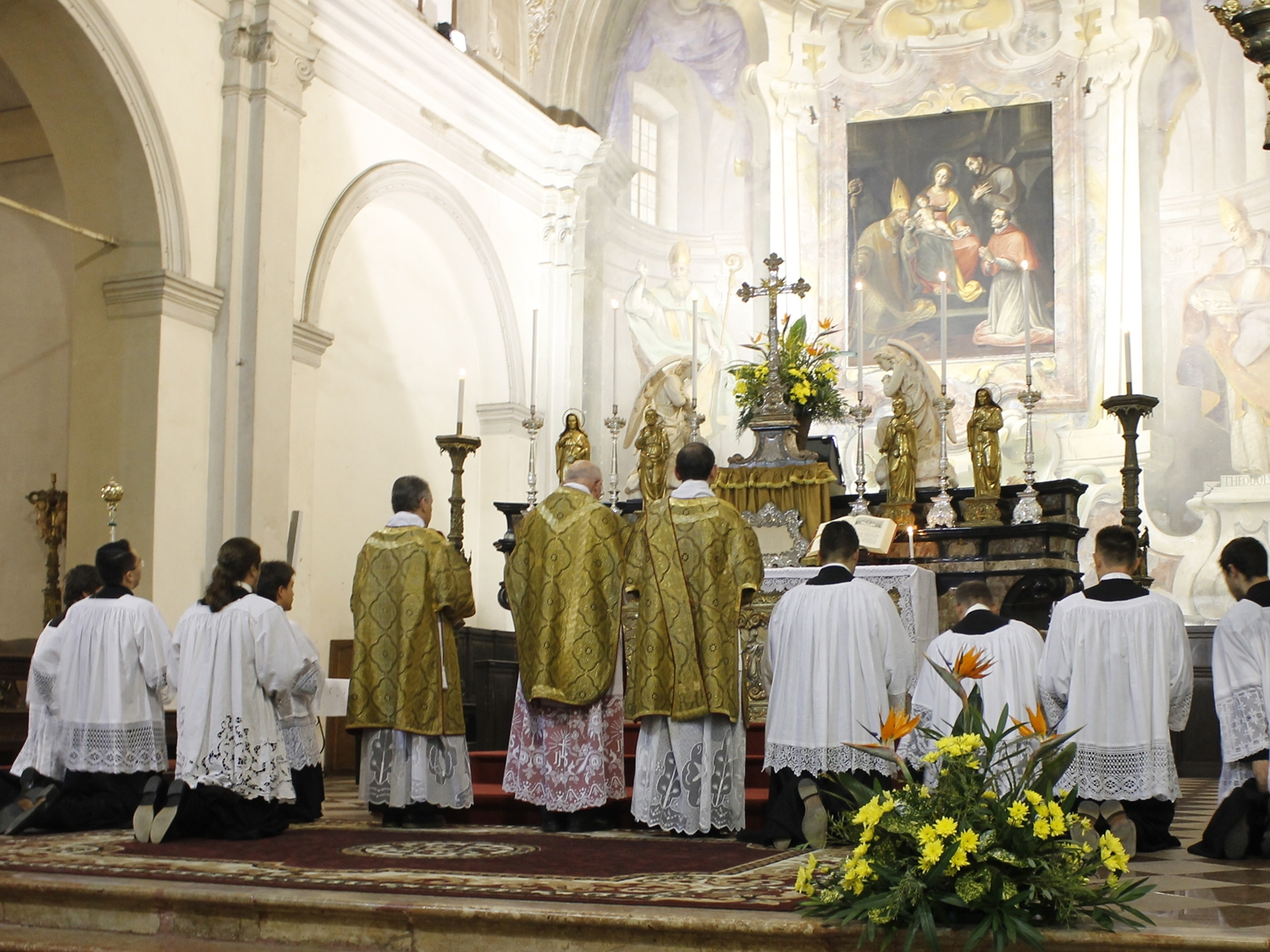
Msza w rycie ambrozjańskim antycznym uroczysta (tj. z asystą) w kościele św. Ambrożego w Legnano

Obchody mszy zawierają podobne elementy, co msza obrządku rzymskiego, lecz niektóre z nich występują w innym momencie celebracji. Dla przykładu, znak pokoju nie następuje bezpośrednio przed komunią wiernych, ale pod koniec Liturgii słowa, przed przygotowaniem darów. Inne różnice to m.in. brak Agnus Dei i potrójne wezwanie Kyrie eleison bez wezwań Christe eleison obecnych w rycie rzymskim.
W odróżnieniu od rytu rzymskiego, krzyż procesyjny w obrządku ambrozjańskim niesiony jest pasyjką zwróconą do tyłu (w kierunku celebransa).
Porządek mszy ambrozjańskiej po reformie posoborowej:
- Obrzędy wstępne
  - Śpiew na wejście
  - Znak krzyża i pozdrowienie wiernych
  - Akt pokuty (pomijany, jeśli wykonano śpiew dwunastu Kyrie)
  - Gloria (pomijana w Adwent i Wielki Post)
- Liturgia słowa
  - Modlitwa na początku zgromadzenia liturgicznego
  - Czytanie (lektor prosi celebransa o błogosławieństwo)
  - Psalm
  - Epistoła (lektor prosi celebransa o błogosławieństwo)
  - Aklamacja przed Ewangelią
  - Ewangelia (diakon prosi celebransa o błogosławieństwo)
  - Homilia
  - Pieśń po Ewangelii (przyniesienie na ołtarz korporału, puryfikaterza i kielicha)
  - Modlitwa powszechna
  - Modlitwa na zakończenie liturgii słowa
- Liturgia eucharystyczna
  - Znak pokoju
  - Offertorium
  - Lavabo (opcjonalnie)
  - Wyznanie wiary
  - Modlitwa nad darami
  - Prefacja i modlitwa eucharystyczna
- Obrzędy komunijne
  - Łamanie chleba konsekrowanego (śpiew na łamanie chleba)
  - Ojcze nasz
  - Embolizm
  - Modlitwa o pokój
  - Życzenia pokoju (Niech pokój i komunia naszego Pana Jezusa Chrystusa zawsze będą z wami)
  - Komunia
  - Modlitwa po Komunii
- Obrzędy zakończenia
  - Błogosławieństwo (poprzedzone trzema Kyrie)
  - Rozesłanie (Idźmy w pokoju – W imię Chrystusa)